# سلاویک (آلاسکا)
سلاویک (به انگلیسی: Selawik) شهری در بخش نورث‌وست آرکتیک ایالت آلاسکا است که جمعیت آن در سرشماری سال ۲۰۰۰ میلادی ۷۷۲ نفر بوده‌است.